# Flota romană

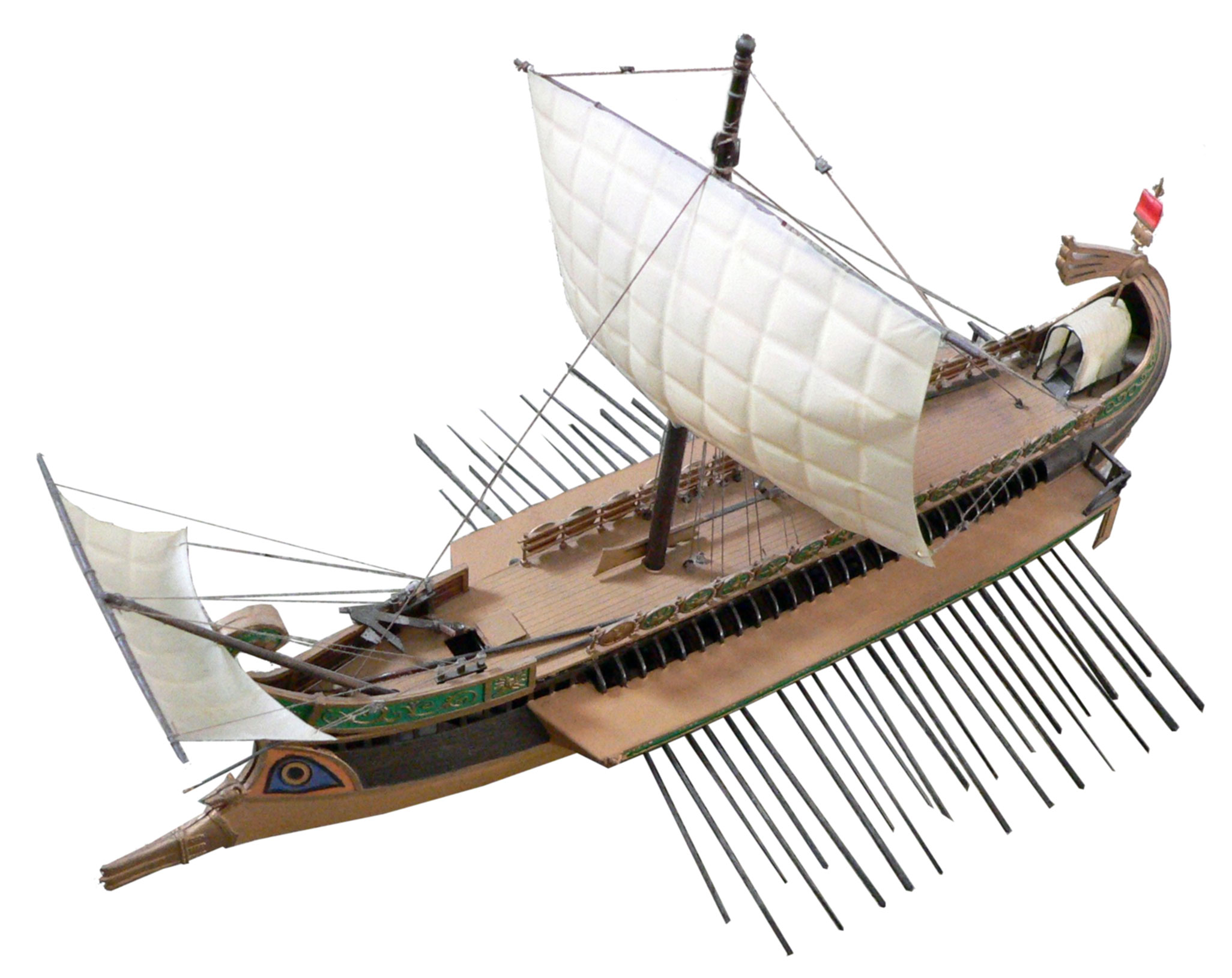
Navă triremă romană

Flota romană (latină Classis) sau marina romană cuprindea toate forțele navale ale statului roman. Deși marina a contribuit la cucerirea romană a bazinului Mării Mediteranene, ea nu s-a bucurat niciodată de prestigiul legiunilor romane. De-a lungul istoriei lor romanii s-au bazat cel mai mult pe legionari și s-au folosit de alte popoare, cum ar fi de greci și de egipteni, pentru a construi navele romane și a le dota cu echipaje experimentate. Și din această cauză, marina era considerată „non-romană”. În antichitate, flotele militare și comerciale nu aveau autonomia logistică din zilele noastre. Spre deosebire de forțele navale moderne, marina romană, chiar și în zilele sale de glorie, nu exista independent, ci era subordonată armatei romane terestre.
În timpul Primului Război Punic, flota romană  a fost mărită foarte mult și a jucat un rol vital în victoria romană și creșterea hegemoniei Republicii Romane în Marea Mediterană. În prima jumătate a secolului al II-lea î.Hr., Roma a distrus Cartagina și a subjugat regatele elenistice din estul Mediteranei, stăpânind complet toate coastelor mediteraneene și transformând Marea Mediterană în Mare Nostrum. Flota romană a avut din nou un rol important în secolul I î.Hr. în războaiele împotriva piraților și în războaiele civile care au dus la căderea Republicii, campanii care au avut loc în întreaga Mediterană. În 31 î.Hr. are loc marea bătălie de la Actium care a dus la sfârșitul războiului civil, la victoria finală a lui Cezar Augustus și la fondarea Imperiului Roman.
În timpul perioadei imperiale, Mare Nostrum a fost o zonă pașnică și în absența unui rival maritim marina a fost redusă la număr, având rol doar de patrulare și de transport.
Cu toate acestea, la granițele Imperiului, unde aveau loc noi cuceriri sau era nevoie de o apărare mai puternică împotriva invaziilor barbare, flotele romane s-au implicat pe deplin.
Declinul imperiului, în secolul al III-lea, a dus și la declinul flotei și al forțelor armate în general. Flota a scăzut atât ca mărime dar și ca putere de luptă. În invaziile succesive ale popoarelor barbare asupra Imperiului, armata a jucat doar un rol secundar. La începutul secolului al V-lea granițele imperiului au cedat. Vandalii și-au creat propria flotă și au atacat coastele mediteraneene, reușind să jefuiască Roma, în timp ce rămășitele flotei romane au fost în imposibilitatea de se împotrivi. Imperiul Roman de Apus s-a prăbușit în secolul al V-lea și ulterior flota romană a fost înlocuită de flota Imperiului Roman de Răsărit. Aceasta a fost numită de către istorici ca flota bizantină.

## Componența marinei romane
Flota Imperiului Roman avea două baze principale și câteva flote provinciale. Cele două flote principale care controlau Mare Nostrum erau:
- Classis Misenensis -  Creată în 27 î.Hr., baza sa era la Misenum. A fost numită mai târziu Classis Praetoria Misenensis. Misiunea ei era de a controla Marea Mediterană de vest. În anul 330, navele se îndreaptă spre Constantinopol, unde împăratul Constantin a mutat capitala Imperiului Roman.

Conform unei inscripții găsite la Misenum și datând de la începutul erei creștine, principalele nave de război ale acestei flote erau:
- 1 Hexarreme: Ops
- 1 Quinquerreme: Victoria
- 9 Cuatrirreme: Fides, Vesta, Venus, Minerva, Dacicus, Fortuna, Annona, Libertas, Olivus
- 50 Trirreme: Concordia, Spes, Mercurius, Iuno, Neptunus, Asclepius, Hercules, Lucifer, Diana, Apollo, Venus, Perseus, Salus, Athenonix, Satyra, Rhenus, Libertas, Tigris, Oceanus, Cupidus, Victoria, Taurus, Augustus, Minerva, Particus, Eufrates, Vesta, Aesculapius, Pietas, Fides, Danubius, Ceres, Tibur, Pollux, Mars, Salvia, Triunphus, Aquila, Liberus Pater, Nilus, Caprus, Sol, Isis, Providentia, Fortuna, Iuppiter, Virtus, Castor
- 11 Liburnia: Aquila, Agathopus, Fides, Aesculapius, Iustitia, Virtus, Taurus Ruber, Nereis, Clementia, Armata, Minerva

- Classis Ravennatis - Baza era la Ravenna în 27 î.Hr., era folosită pentru a controla estul Mării Mediterane. În anul 330, navele au fost transferate la Constantinopol.

În ceea ce privește flotele provinciale, există dovezi privind existența următoarelor flote:
- Classis Britannica - situată în Portus Itius (Boulogne-sur-Mer). Mai era numită Classis Gessoriacum sau Classis Bononia
- Classis Germanica
- Classis Pannonica
- Classis Moesica
- Classis Pontica
- Classis Syriaca
- Classis Alexandrina
- Classis Mauretania
- Classis Aquitanica